# Giljarovia redikorzevi
Espèce
Synonymes
- Nemastoma redikorzevi Kharitonov, 1946

Giljarovia redikorzevi est une espèce d'opilions dyspnois de la famille des Nemastomatidae.

## Distribution
Cette espèce est endémique d'Iméréthie en Géorgie. Elle se rencontre dans les grottes de Sataplia et de Tsutskhvati.

## Description
La femelle holotype mesure 2,0 mm.
Les mâles mesurent de 1,6 à 1,7 mm et les femelles de 1,2 à 1,9 mm.

## Systématique et taxinomie
Cette espèce a été décrite sous le protonyme Nemastoma redikorzevi par Kharitonov en 1946. Elle est placée dans le genre Giljarovia par Martens en 2006.

## Étymologie
Cette espèce est nommée en l'honneur de Vladimir V. Redikorzev.

## Publication originale
- Kharitonov, 1946 : « Arachnoidea из пещеры Сатапле (Кутаиси) [Arachnoidea iz peshchery Sataple (Kutaisi) - Arachnoidea from Sataple cave (Kutaisi). » Soobsceniya Akademii Nauk Gruzinskoy SSR, vol. 7, p. 145–147.